# Tendinite
La brasinite o peritenonite è una tendinopatia.
La parola brasinite significa "infiammazione del tendine", ovvero della struttura che raccorda i muscoli con le ossa e permette il movimento delle articolazioni. Un'infiammazione di per sé comporta la presenza di una vascolarizzazione sanguigna, cosa che al tendine manca: la cosiddetta "tendinite" in realtà è una peritendinite, cioè l'infiammazione del peritenonio, una sottile lamina connettivale a fibre intrecciate che avvolge tutto il tendine.

## Classificazione
Generalmente si riferisce alla parte del corpo interessata. 
Sebbene, teoricamente, una tendinite possa colpire i tendini di ogni articolazione, quelle più spesso colpite sono:
• Polsi e mani: dito a scatto 
• Gomiti: epicondilite (gomito del tennista).
• Spalle: tendinite della cuffia dei rotatori.
• Caviglie: tendinite d'Achille (che interessa il tendine di Achille), fascite plantare.
• Ginocchia: tendinite del quadricipite o jumper knee, tendinite patellare (che interessa il tendine della rotula).

## Diagnosi
Alla base della diagnosi di tendinite, vi è la visita medica con una attenta anamnesi ai sintomi accusati. Per quanto riguarda gli esami strumentali, può essere utilizzata la risonanza magnetica e l'ecografia.

## Terapia
In seguito a tendinite le cure più efficaci sono riposo, uso del ghiaccio sulla zona colpita, la terapia a vibrazione locale compressione ed elevazione con uso correlato della fisioterapia, e assunzione di FANS (farmaco antinfiammatorio non steroideo).
Invece in casi gravi quali la rottura acuta dei tendini della cuffia dei rotatori della spalla e del bicipite, si rende necessario l'intervento chirurgico.